# Widow's Weeds
Widow's Weeds är det norska gothic metal-bandet Tristanias debutalbum, utgivet 1998 av skivbolaget  Napalm Records.

## Låtförteckning
1. "Preludium..." (instrumental) – 1:09
2. "Evenfall" – 6:53
3. "Pale Enchantress" – 6:31
4. "December Elegy" – 7:31
5. "Midwintertears" – 8:32
6. "Angellore" – 7:16
7. "My Lost Lenore" – 6:23
8. "Wasteland's Caress" – 7:40
9. "...Postludium" (instrumental) – 1:12

- Text & musik: Morten Veland

## Medverkande
Musiker (Tristania-medlemmar)
- Morten Veland – sång, gitarr
- Kenneth Olsson – trummor, körsång
- Einar Moen – keyboard, programmering
- Vibeke Stene – körsång
- Rune Østerhus – basgitarr
- Anders H. Hidle – gitarr, sång

Bidragande musiker
- Pete Johansen – violin
- Østen Bergøy – sång (spår 6), kör
- Hilde T. Bommen – kör
- Johanna Giraud	– kör
- Damien Surian – kör

Produktion
- Terje Refsnes – producent, ljudtekniker
- Tristania – producent
- Sindre Y. Kristoffersen – omslagskonst, foto
- Emile Ashley – foto
- Ken Bakke – foto